# جبریه (اسلام)
جبریه (انگلیسی: Jabriyah)، اصطلاح جبریه، عنوان یکی از فرقه‌های اسلامی است.

## عقیده
اینان معتقداند که بنده هیچ قدرتی ندارد، نه قدرت تأثیر و نه قدرت اکتساب، بلکه ساخت وجود آن مانند جمادات است. و آنچه مؤثر در فعل انسان است، قدرت خدا است،.

## معتزلهواشاعره
معتزله قدرت و اختیار را در افعال بر سبیل تأثیر منسوب به بنده می‌دانند، و اشاعره قدرت و اختیار را در افعال به طریق کسب. ‏